# 壱分町
壱分町（いちぶちょう）は、奈良県生駒市の町名。郵便番号は630-0222。

## 地理
生駒市南部に位置し、北に東生駒、さつき台、東菜畑、中菜畑、西菜畑町、西に菜畑町、小倉寺町、南に有里町、小瀬町、東に奈良市と隣接する。また周囲を取り囲む形で翠光台とも接している。

### 河川
- 竜田川
- 別院川 - 竜田川支流[5]。

## 歴史
室町時代には平群郡生馬荘に属する地名として「一分」が見える。江戸時代の村名は壱分村だが、「一分村」「一部村」とも書いた。江戸時代初めは幕府領、元和元年（1615年）からは郡山藩領となる。
明治22年（1889年）に南生駒村の大字となり、昭和元年（1926年）には信貴生駒電鉄が壱分を通った。壱分の東部では、昭和38年（1963年）に生駒高校が開設され、水道の便にあやかりその周辺に住宅が増えた。また東生駒からの延長となる形で、近鉄不動産によってさつき台住宅地が造成された。壱分西部では、往馬大社の神域の一部が解放されるとその地に南風台が開発され、その西南には晴光台が開発された。

### 地名の由来
以下の由来が考えられる。
- くまかし（いちいがし）が生えた里として「櫟生」（いちふ）と呼ばれたという説[8]。
- 『日本書紀』に有間皇子が「市経」（いちぶ[9]）に居を構えたとあり、その市経をこの地とする説[10][注釈 1]。
- 平安時代の下級官吏「一分官」が住んでいたことによるという説[10]。
- 中世末期、興福寺一乗院領の生馬庄が一分と二分に分かれており、この地が一分に属していたことによるという説[10]。

### 沿革
- 1889年（明治22年） - 萩原村・藤尾村・西畑村・鬼取村・小倉寺村・大門村・有里村・小瀬村・乙田村・小平尾村と合併して南生駒村が発足[11]。南生駒村大字壱分となる[5]。
- 1955年（昭和30年） - 生駒町の大字となる[5]。
- 1971年（昭和46年） - 生駒市壱分町となる[5]。
- 1983年（昭和58年） - さつき台が分離[5]。
- 2018年（平成30年） - 翠光台が分離[12]。

## 世帯数と人口
2020年（令和2年）10月1日現在の世帯数と人口は以下の通りである。
| 町丁   | 世帯数    | 人口    |
| ------ | --------- | ------- |
| 壱分町 | 3,040世帯 | 7,487人 |

### 人口の変遷
国勢調査による人口の推移。
| 1995年（平成7年）  | 4,911人 | [ 13 ] |  |
| 2000年（平成12年） | 6,244人 | [ 14 ] |  |
| 2005年（平成17年） | 6,832人 | [ 15 ] |  |
| 2010年（平成22年） | 7,196人 | [ 16 ] |  |
| 2015年（平成27年） | 7,707人 | [ 17 ] |  |

### 世帯数の変遷
国勢調査による世帯数の推移。
| 1995年（平成7年）  | 1,571世帯 | [ 13 ] |  |
| 2000年（平成12年） | 2,059世帯 | [ 14 ] |  |
| 2005年（平成17年） | 2,307世帯 | [ 15 ] |  |
| 2010年（平成22年） | 2,504世帯 | [ 16 ] |  |
| 2015年（平成27年） | 2,743世帯 | [ 17 ] |  |

## 事業所
2016年（平成28年）現在の経済センサス調査による事業所数と従業員数は以下の通りである。
| 町丁   | 事業所数  | 従業員数 |
| ------ | --------- | -------- |
| 壱分町 | 105事業所 | 908人    |

## 交通

### 鉄道
- 近鉄生駒線
  - 一分駅

### バス
- 奈良交通
  - 東生駒団地線

### 道路
- 国道168号
- 第二阪奈道路

## 施設
- 生駒市立壱分小学校
- 奈良県立生駒高等学校
- 往馬大社
- 無量寺
- スーパー中村屋 東生駒店